# 特奧多爾·巴夫來
特奥多尔·海因里希·巴夫來（Theodor Heinrich Boveri，1862年10月12日—1915年10月15日），是一名德國生物學家，他首次提出了癌症可能是由染色體的不正確重組造成的，此外也以對線蟲染色质消灭現象的研究知名。他的妻子玛塞拉·巴夫來（Marcella Boveri，美國人）也是一名生物學家，他們的女兒瑪格麗特·巴夫來則成為了一名知名記者。

## 外部連接
- Markus Engstler and Ulrich Scheer, Theodor Boveri Resources and Virtual Library in Wuerzburg （页面存档备份，存于）